# Blue Hustler
Blue Hustler är en amerikansk TV-kanal som visar erotik, kanalen visar mjukporr och söker sig därför till en annan målgrupp än Adult Channel som visar hårdporr. I Sverige går kanalen att ses bland annat igenom Canal Digital.